# Vert.x
Vert.x ist ein ereignisorientiertes Framework für einfache Nebenläufigkeit, das in der Java Virtual Machine läuft und in den Programmiersprachen Java, JavaScript, Groovy, Ruby, Ceylon, Kotlin und Scala mit Apache-Lizenz verfügbar ist.
Vert.x bietet folgende Funktionen:
- Polyglot. Anwendungskomponenten können in Java, JavaScript, Groovy, Ruby, Ceylon, Kotlin und Scala geschrieben werden.
- Einfache Nebenläufigkeit, reaktive Programmierung.
- Einfaches, asynchrones Programmiermodell für skalierbare, nicht-blockierende Anwendungen.
- Verteilter Eventbus, der die Clientseite und Serverseite verbindet.
- Modulsystem und öffentliches Modul-Repository.

Ähnliche Umgebungen für andere Programmiersprachen sind z. B. Node.js für JavaScript, Twisted für Python, Perl Object Environment für Perl, libevent für C und EventMachine für Ruby.

## Geschichte
Die Arbeit an Vert.x wurde von Tim Fox im Jahr 2011 begonnen, während er Mitarbeiter von VMware war. Im Dezember 2012, nachdem er VMware verließ, beanspruchte VMware die Vert.x Trade Mark, Domain, Blog, GitHub-Account und Google Group.
Nach einigen Diskussionen stimmten im Januar 2013 alle Beteiligten dem Wechsel des Projekts zur Eclipse Foundation zu. Der Wechsel zur Eclipse Foundation wurde im August 2013 vollzogen.
Im Mai 2014 gewann Vert.x den Award für „Most Innovative Java Technology“ der JAX Innovation Awards.

## Beispiele
Ein Webserver, der den Text "Hello from Vert.x!" zurückgibt, könnte im JavaScript zum Beispiel so geschrieben werden:
```
vertx
.
createHttpServer
()

  
.
requestHandler
(
function
 
(
req
)
 
{

    
req
.
response
()

      
.
putHeader
(
"content-type"
,
 
"text/plain"
)

      
.
end
(
"Hello from Vert.x!"
);

}).
listen
(
8080
);

```

In Java:
```
import
 
io.vertx.core.AbstractVerticle
;

public
 
class
 
Server
 
extends
 
AbstractVerticle
 
{

  
public
 
void
 
start
()
 
{

    
vertx
.
createHttpServer
().
requestHandler
(
req
 
->
 
{

      
req
.
response
()

        
.
putHeader
(
"content-type"
,
 
"text/plain"
)

        
.
end
(
"Hello from Vert.x!"
);

    
}).
listen
(
8080
);

  
}

}

```

In Ruby:
```
$vertx
.
create_http_server
()
.
request_handler
()
 
{
 
|
req
|

  
req
.
response
()

    
.
put_header
(
"content-type"
,
 
"text/plain"
)

    
.
end
(
"Hello from Vert.x!"
)

}
.
listen
(
8080
)

```

In Groovy:
```
vertx
.
createHttpServer
().
requestHandler
({
 
req
 
->

  
req
.
response
()

    
.
putHeader
(
"content-type"
,
 
"text/plain"
)

    
.
end
(
"Hello from Vert.x!"
)

}).
listen
(
8080
)

```

In Python:
```
import
 
vertx

server
 
=
 
vertx
.
create_http_server
()

@server
.
request_handler

def
 
handle
(
req
):

    
filename
 
=
 
"index.html"
 
if
 
req
.
uri
 
==
 
"/"
 
else
 
req
.
uri

    
req
.
response
.
send_file
(
"webroot/"
 
+
 
filename
)

server
.
listen
(
8080
)

```

In Clojure:
```
(
ns 
example.server

  
(
:require
 
[
vertx.http
 
:as
 
http
]))

  
(
-> 
(
http/server
)

    
(
http/on-request

      
(
fn 
[
req
]

        
(
let 
[
uri
 
(
.uri
 
req
)]

          
(
-> 
req

            
(
http/server-response
)

            
(
http/send-file
 
(
str 
"webroot/"
 
(
if 
(
= 
"/"
 
uri
)
 
"index.html"
 
uri
)))))))

    
(
http/listen
 
8080
))

```

In Ceylon:
```
import
 
io.vertx.ceylon.core
 
{
 
...
 
}

import
 
io.vertx.ceylon.core.http
 
{
 
...
 
}

shared
 
class
 
Server
()
 
extends
 
Verticle
()
 
{

  
start
()
 
=>
 
vertx
.
createHttpServer
()

    
.
requestHandler
((
req
)
 
=>

      
req
.
response
()

        
.
putHeader
(
"content-type"
,
 
"text/plain"
)

        
.
end
(
"Hello from Vert.x!"
)

    
).
listen
(
8080
);

}

```

Wichtig ist, dass bei diesen Versionen keinerlei Überprüfungen stattfinden, ob beispielsweise die angeforderte Datei im Wurzelverzeichnis liegt.